# Ubiale Clanezzo
Ubiale Clanezzo – miejscowość i gmina we Włoszech, w regionie Lombardia, w prowincji Bergamo.
Według danych na styczeń 2009 gminę zamieszkiwały 1404 osoby przy gęstości zaludnienia 191 os./1 km².